# Giovanni Cucci
Giovanni Cucci (1959.), talijanski isusovac, svećenik. Doktorirao je filozofiju na Katoličkom sveučilištu u Milanu. Nakon studija teologije postigao je licencijat iz psihologije i doktorat iz filozofije na Papinskom sveučilištu Gregoriana u Rimu gdje i predaje predmete iz psihologije filozofije. Član je društva pisaca ugledne revije La Civiltà Cattolica.
S Hansom Zollnerom napisao je djelo Crkva i pedofilija: Psihološko-pastoralni pristup (tal. Chiesa e pedofilia: una ferita aperta: un approccio psicologico-pastorale). Knjiga je plod višegodišnjeg istraživanja ovih dvaju psihologa, isusovaca i svećenika o problemu pedofilije u Crkvi. Djelo je prevedeno na više svjetskih jezika.  Suočen s problemom pedofilije koje su počinili svećenici, papa Benedikt XVI. zatražio je da se taj problem istraži. Dvojica psihologa-svećenika nadaju se da će ovom knjigom pomoći u rasvjetljivanju problema koji je u Crkvi otvorena rana. Autori pokušavaju razjasniti problem sa psihijatrijskog i psihologijskog gledišta. Knjiga ne govori samo o tome kako riješiti problem svećenika pedofila, nego i predstavlja moguća rješenja. Važno je da odgojitelji za svećenike i redovnike na vrijeme uoče neke simptome koji upućuju na moguću buduću patologiju. Jedan od znakova je da odgajanik nema normalne odnose s društvom svoje dobi i tu prazninu želi popuniti zlouporabom djece.